# 山口知貴
山口 知貴（やまぐち ともき、1994年9月28日 - ）は、ジャパンラグビーリーグワン豊田自動織機シャトルズ愛知に所属するラグビー選手でチームの主将。

## プロフィール
- 奈良県出身[1]。
- ポジションはプロップ(PR)。
- 身長 175 cm、体重 105 kg
- 関西学生代表に選ばれたことがある[2]。

## 略歴
2013年、天理高校卒業後、天理大学に入学する。
2016年、天理大学ラグビー部の主将に就任した。
2017年、天理大学卒業後、近鉄ライナーズに加入。同年9月3日に行われたジャパンラグビートップリーグ第3節のNTTコミュニケーションズシャイニングアークス戦にて途中出場で公式戦初出場を果たす。
2020年、豊田自動織機シャトルズ(現・豊田自動織機シャトルズ愛知)に加入。
2021年、豊田自動織機シャトルズ愛知の主将に就任。